# Bertrand Gosselin
Bertrand Gosselin (* 7. Mai 1952 in East Angus/Québec) ist ein kanadischer Singer-Songwriter.

## Leben
Gosselin bildet von 1972 bis 1979 mit Jim Corcoran das Folk-Duo Jim et Bertrand. Das Duo nahm fünf Alben auf, von denen La tête en gigue beim Montreux Jazz Festival 1978 als bestes Folkalbum ausgezeichnet wurde und mit 50.000 verkauften Exemplaren in Kanada eine Goldene Schallplatte gewann.
Sein erstes Soloalbum Bertrand Gosselin u. a. mit den Songs Isabelle  und Knock out dans l'Bloc Vert erschien 1974; Dame Musique folgte 1978. Weitere zehn Alben waren Kindern gewidmet. Das Album J'entre dans l'imaginaire entstand 2013 in Zusammenarbeit mit seinem Sohn Merlin Gosselin und seiner Partnerin Marie-Anne Catry. Seit den 2000er Jahren besucht Gosselin Schulen, um mit Kindern Lieder zu komponieren. In seinen Workshops an Schulen französischsprachiger kanadischer Gemeinden, Belgiens und Guadeloupes entstanden so mehr als 3000 Lieder.

## Diskographie
mit Jim Corcoran:
- Jim Corcoran et Bertrand Gosselin (1973)
- Île d’Entrée (1975)
- La tête en gigue (1977)
- Le meilleur de Jim Corcoran et Bertrand Gosselin (1978)
- À l’abri de la tempête (1979)

Soloalben:
- Bertrand Gosselin (1974)
- Dame Musique (1978)
- Vive La Bonne Semence (1980)
- En L'an Dedans (1981)
- L'amour La Vie Le Temps (1983)
- Dragon (1986)
- Noël en Chants de Neige (1987)
- Novo (1991)
- Karabudja (1996)
- Si La Vie Vous Intéresse... (2007)
- Le Temps Dans Les Voiles (2013)
- J'entre dans l'imaginaire (2013)